# Сінані Борис Наумович
Борис Сінані (1851, Вірменський Базар, Таврійська губернія — жовтень 1920, Сімферополь) — лікар-психіатр, учасник російсько-турецької війни 1877—1878 рр. Вперше у світовій практиці використовував метод лікування навіюванням без застосування гіпнотичного сну.

## Біографія
Народився в місті Вірменський Базар Таврійської губернії в патріархальній караїмській сім'ї. Навчався в Одеській гімназії, але через брак коштів не закінчив. Батько Сінані хотів, щоб його син став продавцем в родинній лавці, але спраглий до знань Борис не підкорився волі батька і поїхав до Санкт-Петербурга. Там він вступив до Імператорської військово-медичної академії, яку закінчив в 1877 році. Навчався у В. Бехтєрєва. У роки навчання підлягав обшукам і арешту за зберігання заборонених книг та причетність до справи про пропаганду серед робітників і солдатів Московського полку. Під час російсько-турецької війни пішов на фронт у чині полкового лікаря. Свою участь у війні пояснював так:
|  | Я, як і багато народовольців, хотів звільнити російський народ, але в той час у нас нічого не вийшло. Ось і поїхали ми звільняти болгар від турецького ярма. |

Вийшовши у відставку в 1880 році, вступив на службу земським лікарем в Корочанського повіту Курської губернії, звідки був звільнений через «політичну неблагонадійність». Потім займав посаду лікаря с. Ям-Тьосово Новгородського повіту Новгородської губернії. У 1890-х роках призначений головним лікарем Колмовської земської психіатричної лікарні в Новгородській губернії, а потім і директором Новгородської психіатричної лікарні.
Після смерті дружини, Варвари Луківна Попадічевої, разом з сім'єю переїхав до Санкт-Петербург, де зайнявся приватною практикою. У Санкт-Петербурзі спілкувався, зокрема, з Миколою Михайловським, Семеном Анським і Глібом Успенським. Після того, як Г. Успенський захворів душевною хворобою, став його особистим лікарем і духівником. Був знайомий з членами ЦК есерівської партії і сам дотримувався есерівських поглядів.
Осип Мандельштам, який товаришував з сином Бориса Наумовича і особисто знав його самого, дає йому таку характеристику:
|  | На вигляд він був кремезний караїм, зберігаючи навіть караїмську шапочку, з жорстким і надзвичайно важким обличчям. Не всякий міг витримати його звірський, розумний погляд крізь окуляри, зате, коли він посміхався в кучеряву, рідку борідку, посмішка його була зовсім дитяча і чарівна. Кабінет Бориса Наумовича був під суворою забороною. Там, між іншим, висіла його емблема і емблема всього будинку, портрет Щедріна, що дивиться з-під лоба, насупивши густі губернаторські брови і погрожуючи дітям страшної лопатою кудлатою бороди. Цей Щедрін дивився Вієм і губернатором та був страшний, особливо в темряві. Борис Наумович був вдівець, впертим вовчим вдівством. Жив він з сином і двома доньками, старшою, косоокою, як японка, Женею, дуже мініатюрною і витонченою, і маленькою горбатої Оленою. Пацієнтів у нього було небагато, але він тримав їх у рабському страху, особливо пацієнток. Незважаючи на грубість його поводження, вони дарували йому вишиті човники і туфлі. Він жив, як лісник в сторожці, в шкіряному кабінеті під щедринською бородою, і з усіх боків його оточували вороги: містика, дурість, істерія і хамство; з вовками жити по вовчому вити. |

## Науковий внесок
Розробив систему мотивованих навіювань, тісно зв'язаних з довір'ям й позитивним емоційним ставленням хворого до лікаря. У 1889 році провів перші в Російській імперії досліди лікування алкоголізму навіюванням. Новизна методів вивела Сінані передові позиції в психіатрії. Свою теорію він описав в книгу «Про лікування навіюванням», опублікованій в Новгороді в 1899 році: Доктор Г. Дембо в своїй книзі «Алкоголізм і боротьба з ним» так описав метод Сінані:
|  | Особливість методу д-ра Сінані полягає в тому, що він виробляє навіювання і в протомному стані, зовсім не прагнучи привести хворого попередньо в стан повного гіпнотичного сну. Розрізняючи навіювання від власне гіпнотичного сну, д-р Сінані вважає, що успіх лікування можливий тільки тоді, коли у хворого є повне бажання відмовитися від спиртних напоїв і віра в свого лікаря. |

## Родина
Батько — торговець залізним товаром, перекопський 2-ї гільдії купець Бабакан (Наум) Сінані, прозваний за свою сувору вдачу «Зерзеле» (з караїм. землетрясение. Мати — Есфір. Крім Бориса в сім'ї було ще семеро дітей.
Рідний брат, Ісаак Сінані, голосний Перекопської міської думи, член опікунської ради Вірмено-Базарської жіночої прогімназії.
Дружина — Варвара Попадічева (? — бл. 1900/1901), росіянка, вчилася в Бернському університеті. Народила трьох дочок і одного сина (незаконнонароджених, оскільки Борис Наумович не став приймати православ'я для офіційного вступу до шлюбу):
- Борис Сінані (1889—1911), найближчий гімназійний довариш О. Мандельштама. Навчався в Тенішевському училище, потім на юридичному факультеті Санкт-Петербурзького університету. Анархіст-комуніст, писав вірші. Був одружений з Олександрою Монвіж-Монтвід, від якої в 1910 році народився син Ігор. Помер від швидкоплинних сухот[15].
- Олена Сінані, померла на початку 1890-х років.
- Євгенія Сінані (1886 — ?), партійна есерівська пропагандистка, вчилася на Вищих жіночих (Бестужевських) курсах, була фактичною дружиною політемігранта Олексія Кудрявцева, з яким познайомилася в Парижі. Мали дітей Галину і Вадима. Чоловік — економіст, статистик Віктор Монвіж-Монтвід (1887 — бл. 1946)[16].
- Олена Сінані (1893—1964), названа так на честь померлої доньки. Закінчила гімназію Стоюніна. Разом з батьком приблизно в 1917 році переїхала до Сімферополя[10], після його смерті повернулася до Петрограда, а потім поїхала до Новосибірська[6]. Померла в Оренбурзі. Була одружена з Борисом Лебедєвим. Їхній син Андрій Лебедєв (1927—2004).

## Адреса в Санкт-Петербурзі
- вул. Пушкінська, 17 напроти готелю «Пале-Рояль»[6].

## Праці
- Дневник доктора Б. Н. Синани. [Публ. и предисл. В. Д. Бонч-Бруевича. Вступит, статья П. М. Зиновьева. Коммент. В. А. Громбаха]. — В кн.: Глеб Успенский. М., 1939, с. 479—607.
- О лечении внушением: (Извлеч. из сообщ. в О-ве новгород. врачей) / Б. Б.[!Н.] Синани. — [Санкт-Петербург]: тип. Я. Трей, ценз. 1898. — 10 с.
- О лечении внушением. — Новгород: Губ. тип., 1899. — 50 с.
- О роли внушения в борьбе с пьянством: Докл. в Мед. подкомис. для принятия мер в борьбе с алкоголизмом 13 апр. 1899 г. Б. Н. Синани. — [Санкт-Петербург]: тип. М. Акинфиева и И. Леонтьева, ценз. 1899. — 30 с.